# Она је прича живота мога
Она је прича живота мога је четврти студијски албум српског фолк певача Жељка Шашића, издат 1997. године за Сити Рекордс. Албум је рађен у сарадњи са Злаја бендом. Насловна нумера је била велики хит, и за њу је снимљен музички спот. На овом албуму је такође радио Драган Брајовић Браја, који је написао и компоновао осам од десет песама на албуму.

## Списак песама
Аутор(и) свих текстова: Драган Брајовић Браја осим 4 Радован Дабановић и 10 традиционал, аутор(и) свих песама: Драган Брајовић Браја осим 4 Срђан Симић Камба и 10 традиционал.
| №   | Назив                    | Трајање |  |
| 1.  | Она је прича живота мога |         |  |
| 2.  | Волео бих да ме нема     |         |  |
| 3.  | Усне моје                |         |  |
| 4.  | Молитва                  |         |  |
| 5.  | Само иди                 |         |  |
| 6.  | Црна коса око плаво      |         |  |
| 7.  | Тебе има ко да воли      |         |  |
| 8.  | Другари                  |         |  |
| 9.  | Светац                   |         |  |
| 10. | А тебе нема              |         |  |